# Kosarzyska (Piwniczna-Zdrój)
Kosarzyska – osiedle miasta Piwniczna-Zdrój w gminie Piwniczna-Zdrój, powiecie nowosądeckim, województwie małopolskim. Znajduje się w dolinie środkowej części biegu potoku Czercz. W zestawieniu GUS nazwa ma status ulicy.

## Historia
Na mapach katastralnych Piwnicznej z XIX w. Kosarzyska zaznaczone są jako polana. Przed wojną znajdowało się tutaj kilka domostw. W czasie II wojny światowej przez Kosarzyska wędrowali kurierzy przerzucający przesyłki i ludzi za granicę. Trasa przez Eliaszówkę była jedną z głównych tras przerzutowych Polski Walczącej. Działalność tych kurierów upamiętnia głaz pamiątkowy pod Suchą Doliną.
Na terenie Kosarzysk znajduje się Hotel*** "NAT Piwniczna Zdrój", z gabinetami odnowy biologicznej i krytym basenem, kwatery w domach prywatnych oraz Stanica Harcerska Chorągwi Krakowskiej ZHP. W 1957 powołano tutaj nową parafię – parafię Matki Bożej Nieustającej Pomocy w Piwnicznej-Kosarzyskach, a w 1976 wybudowano kościół zaprojektowany przez Prota Komorowskiego. W 1958 roku powstała Ochotnicza Straż Pożarna, która posiada na wyposażeniu samochody Steyr oraz Mitsubishi L200.
W Kosarzyskach urodziła się aktorka Danuta Szaflarska.

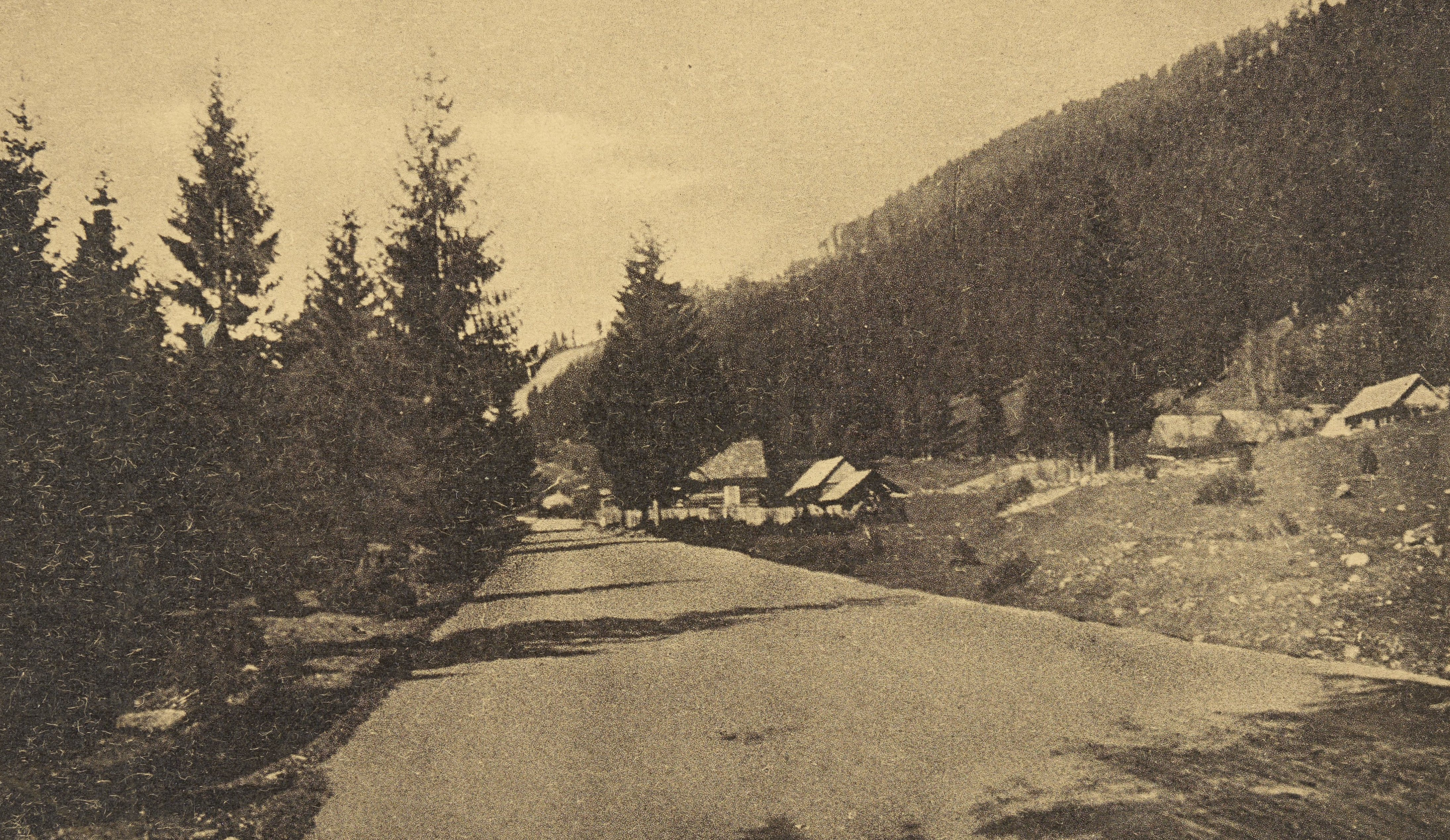
Kosarzyska przed 1936